# Universo lovecraftiano
L'universo lovecraftiano è un universo immaginario ideato dallo scrittore Howard Phillips Lovecraft dove ha ambientato la maggior parte dei suoi racconti, soprattutto quelli parte del Ciclo di Cthulhu.

## Caratteristiche
Le opere di Lovecraft sono ambientate in un universo cupo e spaventoso, dove l'umanità a sua insaputa è in balìa di forze occulte e malvagie e di terribili divinità che dominano l'universo. I luoghi principali in cui si svolgono le varie storie sono il pianeta Terra, Yuggoth e il cosiddetto Universo Esterno. Lovecraft creò località fittizie all'interno della familiare cornice del New England dove egli stesso abitava come, ad esempio, le città di Dunwich, Innsmouth, Kingsport, Arkham e il fiume attraversa quest'ultima, il Miskatonic; altri luoghi immaginari collegati invece al mondo delle tenebre sono la Città Senza Nome, Lemuria, Mu, Nāga, R'lyeh (città sommersa dove Cthulhu attende dormendo e sognando) e Y'ha-nthlei, la città dalle mille colonne.

## Ambientazioni

### Yuggoth
È l'avamposto dei Mi-go nel sistema solare sul pianeta Plutone. Yuggoth-Plutone è un luogo buio e freddo, dove creature plumbee dotate di ali vagano in città di metallo nero, in mezzo a steppe completamente deserte. Tali creature possiedono tecnologie estremamente avanzate, un'intelligenza piuttosto evoluta e capacità particolari, come ad esempio planare nello spazio. Sembra che pratichino il culto di Shub-Niggurath.

### Universo Esterno
L'universo di Lovecraft è come tante sfere l'una dentro l'altra (Sfere dell'esistenza). Ogni volta che ci si avvicina al centro, si trovano ambienti con una dimensione in più. Il concetto parte dal fatto che, siccome gli oggetti a due dimensioni non sono altro che proiezioni di oggetti a tre dimensioni, è facile supporre che gli oggetti a tre dimensioni non siano altro che proiezioni di oggetti a quattro, e che questi ultimi siano proiezioni di oggetti a cinque e così via. Si procede di questo passo finché la materia e il tempo cessano di avere significato, giungendo quindi nel "luogo" dove tutto questo ha inizio, cioè alla corte di Azathoth, il cui caos mentale da via a una serie di emanazioni psichiche che hanno portato e portano tuttora alla creazione di vari mondi. Dunque più lontani sono da Azathoth, meno complessa è la loro struttura dimensionale.
Allontanandosi sempre di più le dimensioni della realtà diminuiranno, finché non arriveranno a una (un universo di dimensione uno è confinato in una linea) e ha quindi fine l'universo materiale, oltre comincia la zona esterna. Quella eterea e immateriale: l'oltreverso.

### Oltreverso
L'oltreverso è un luogo immateriale che si trova al di fuori dell'universo fisico di Azathoth e che non può essere raggiunto da nessuno.
A quanto pare è qui che finiscono i morti ed è in questo luogo che nasce la fantasia e l'immaginazione. Considerato che la realtà materiale è stata creata dalla malvagità, solo l'irrazionale e l'onirico possono salvare le menti mortali dalla pazzia.

### Mondo dei Sogni
Il mondo dei sogni è un mondo a metà strada tra l'universo e l'oltreverso e può essere raggiunto solo attraverso il sogno. È un luogo mistico e magico che può essere compreso solo da persone che sanno legare e comprendere ciò che è razionale e ciò che non lo è.

### Corte di Azathoth
È il centro dell'universo da cui parte l'energia mistica che tiene insieme il tutto. È caratterizzato da una luce immensa e distruttiva nata dal ballo forsennato, inconsulto e gorgogliante di un'enorme e disgustosa creatura idiota (Azathoth) che conosce a malapena la sua funzione. Assieme a lui danzano altre creature divine, che traggono dalla sua energia i poteri necessari per compiere i propri voleri. L'unico a non ballare è Nyarlathotep, il servitore di Azathoth che esegue i voleri del suo padrone solo per raggiungere i suoi loschi scopi. Se un giorno Azathoth smettesse di dormire, tutto l'universo crollerebbe su sé stesso insieme alla divinità.
(H. P. Lovecraft)

### Mu
Mu è un continente immaginario che fa la sua comparsa anche nel Ciclo di Cthulhu di Howard Phillips Lovecraft. Tale continente appare in molte storie dell'autore e di alcune scritte da Lin Carter. Nel Ciclo di Cthulhu il continente perduto di Mu sembra essere situato tra la Nuova Zelanda e il Cile, nel Pacifico. Su Mu regnava la stirpe di Cthulhu ed era abitato da umani primitivi (sembra che sia qui che l'uomo abbia fatto la sua prima apparizione). Si parlava il Naacal. Gli abitanti di tale continente adoravano innumerevoli dei, ma tra questi apparivano tre figli di Cthulhu: Ghatanothoa, Zoth-Ommog e Ythogtha, oltre a Shub-Niggurath e Cthulhu stesso. Cthulhu e Ghatanothoa sprofondarono negli abissi insieme ai loro continenti. Su Mu troneggiava il monte di basalto Yaddith-Gho. Sulla sua cima risiede una fortezza di pietra costruita dai funghi di Yuggoth. Dentro la fortezza risiede un'immensa botola che sigilla l'entrata all'interno della montagna, dove probabilmente Ghatanothoa risiede. Le Tavole di Zanthu, scritte da  dall'alto sacerdote di Ythogtha, Zanthu appunto, offrono la miglior spiegazione alla scomparsa delle isole. Secondo tali scritti l'alto sacerdote scatenò l'ira dei Grandi Antichi tentando di evocare Ythogtha per sfidare il potere di Ghatanothoa. Per vendetta, i Grandi Antichi distrussero Mu e la affondarono sotto i mari. Sembra che gli abitanti di Mu abbiano avuto rapporti con gli antichi egizi nel periodo di Nephren-Ka/Nyarlathotep/Faraone Nero.

## Personaggi

### Divinità

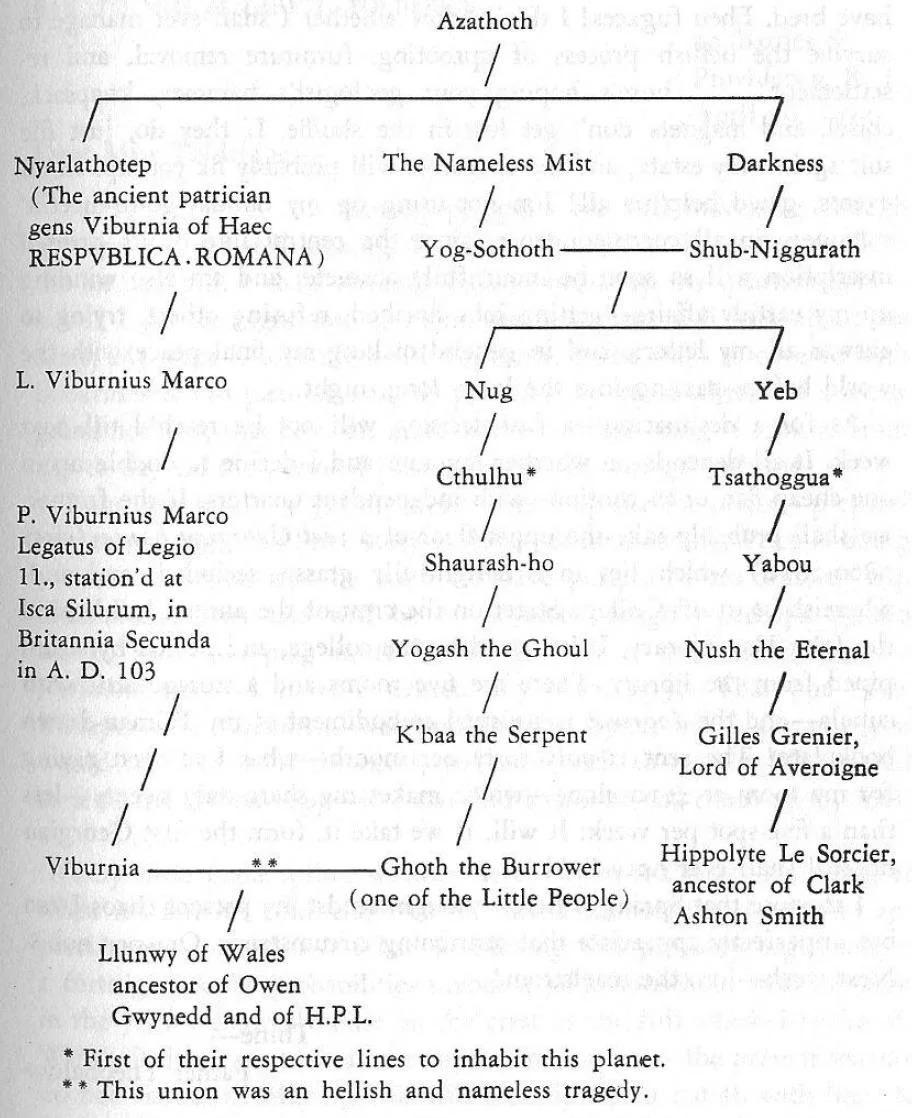
Lista parziale delle divinità, da una lettera di Lovecraft del 1933.

Negli scritti di Howard Phillips Lovecraft si delinea un intero pantheon di divinità che regolano il suo universo fantastico.
Sebbene non tutti i critici siano d'accordo con questa distinzione, le divinità lovecraftiane possono essere suddivise in due macrocategorie: i Grandi Antichi e gli Dei Esterni.

#### I Grandi Antichi
Nella mitologia elaborata da Lovecraft, i Grandi Antichi (Great Old Ones) sono creature semidivine maligne giunte sulla Terra dalle stelle ancora prima della comparsa della specie umana. Per ere interminabili essi hanno dominato il mondo ed edificato incredibili città, ma il loro potere era legato alle stelle e quando la configurazione cosmica mutò si dovettero ritirare nelle catacombe della città sottomarina di R'lyeh. Qui essi ancora giacciono in un sonno più profondo della morte, in attesa di risvegliarsi il giorno in cui le stelle torneranno propizie. Come recita il grimorio maledetto del Necronomicon:
Il rituale di resurrezione dei Grandi Antichi ha però bisogno di un iniziale intervento esterno, in quanto lo stesso incantesimo che li tiene in vita impedisce loro di liberarsi da soli. Per questa ragione le divinità (in particolare Cthulhu) hanno da sempre cercato di comunicare con gli uomini, influenzandone i sogni e adulandoli con promesse di piaceri e poteri infiniti.
Si è quindi formata una setta segreta, diffusa in tutto il mondo, di seguaci di Cthulhu intenzionati a far risorgere i Grandi Antichi quando gli astri occuperanno la giusta posizione.
In alcuni racconti di Lovecraft (L'orrore di Dunwich, Colui che sussurrava nelle tenebre) è spiegato che Cthulhu e gli altri Grandi Antichi che si stabilirono sulla Terra sono solo una piccola parte di Essi; parecchi "vivrebbero" in luoghi inaccessibili del cosmo, altri (dei quali Cthulhu è «cugino») "al di fuori" del nostro continuum spazio-temporale.

#### Gli Dei Esterni
(Lovecraft, Alla ricerca del misterioso Kadath (1926-1927))
Stando alla letteratura, gli Dei Esterni (Outer Gods) sono molto più potenti dei Grandi Antichi. Tutte le altre creature che appartengono al Ciclo di Cthulhu riconoscono la loro supremazia e li venerano.
Gli Dei Esterni si dimostrano in genere del tutto disinteressati alle vicende umane (e a qualunque altra vicenda che riguarda l'Universo materiale), e hanno come unico obiettivo quello di giungere nella nostra dimensione per portarvi morte e distruzione.
Per quanto dotati di poteri immensi, questi dei necessitano dei servigi dell'astuto Nyarlathotep, loro anima e messaggero. Il più potente fra gli Dei Esterni è Azathoth, il Signore del Cosmo: esso siede sul suo trono al centro dell'universo, sul quale danza al suono di flauti blasfemi, circondato da tutti gli altri Dei Esterni: tutte insieme, queste divinità compongono la cosiddetta Corte di Azathoth.
È interessante notare che, coerentemente con la visione cinica e pessimista di Lovecraft, Azathoth, lungi dall'essere considerato un Dio onnipotente/onnisciente nella tradizione giudaico/cristiana, viene descritto come "cieco e idiota", intento a "gorgogliare blasfemità" mentre si contorce al suono dei flauti. È possibile che i servitori degli Dei Esterni, i cortigiani che incessantemente suonano per lui, in un certo senso lo "ipnotizzino" impedendogli, con la loro musica, di distruggere l'Universo. Descritto anche come "mostruoso caos nucleare", nelle rare occasioni in cui per errore viene evocato o comunque distratto dalla musica che lo rapisce Azathoth è capace di portare distruzione su pianeti o interi cosmi.

### Creature
H.P. Lovecraft, nei suoi racconti, ha creato un numero considerevole di creature mostruose servitrici di varie divinità. Si possono distinguere tre tipologie a seconda del loro grado di influenza.

#### Alta stirpe
Le creature dell'Alta Stirpe sono a stretto contatto con Azathoth e le folli divinità che lo servono. Considerato che sono nate nelle vicinanze della Corte di Azathoth, e quindi in ambienti caotici ed inospitali, la loro presenza su mondi come il nostro ne ha deformato orrendamente il corpo. Fanno parte di legioni che vengono usate dai loro padroni solo in casi particolarmente importanti. Per il resto riposano da qualche parte dell'universo in attesa di ordini.
- Chtoniani adulti
- Padre Dagon
- Madre Hydra
- Dholes
- Polpi volanti
- Tindalos
- Creature stellari di Cthulhu

#### Media stirpe
Sono i seguaci degli Dei Esterni e sono scelti per portare i culti interstellari delle loro divinità alle varie popolazioni sparse nell'universo. La loro abominevole immagine lascia supporre che anche queste creature siano originarie di luoghi dalla struttura dimensionale piuttosto instabile.
- Chtoniani immaturi (non ancora mutati)
- Cuccioli Oscuri di Shub-Niggurath (i figli del capro nero)
- Erranti dimensionali
- Prole informe di Tsathoggua
- Orrido persecutore
- Vampiro stellare

#### Bassa stirpe
Queste creature sono nate in luoghi tridimensionali come il nostro o pseudo-dimensionali, come ad esempio Yuggoth. Servono divinità minori rispetto a quelle precedentemente citate e oltretutto alcune di queste divinità non sanno nemmeno della loro esistenza. Esse sono:
- Byakhee
- Abitatori del profondo
- Vampiro di fuoco
- Ghoul
- Ghast
- Gug
- Razza di Yith
- Mi-go
- Il notturno putrescente
- Gli abitatori delle sabbie
- Il popolo serpente
- Shantaks

## Religioni
Numerosi culti appaiono nella letteratura legata ai Miti di Cthulhu. Molti di questi culti sono dedicati a Nyarlathotep, il Caos Strisciante, una divinità capace di manifestarsi sotto diverse forme. Altri culti sono invece dedicati ai Grandi Antichi, una potente stirpe aliena che aveva dominato sulla Terra in ere antiche.

### La Fratellanza Nera
La Fratellanza Nera era un gruppo di terroristi internazionali convinti che i Grandi Antichi avrebbero presto fatto ritorno sul nostro pianeta. Si dedicavano a varie attività criminali, come per esempio l'assassinio di importanti esponenti politici. Alcuni membri della Fratellanza vennero catturati vivi dalle autorità, ma solitamente la maggior parte di loro moriva dopo aver portato a compimento la propria missione.

### La Fratellanza della Bestia
La Fratellanza della Bestia era una setta che venerava Nyarlathotep quando appariva sotto le sembianze della bestia. Questa Fratellanza si dedicava al compimento delle profezie del suo fondatore, Nephren-Ka, un sacerdote dell'antico Egitto che aveva stretto un patto scellerato con Nyarlathotep.

### La Fratellanza del Faraone Nero
La Fratellanza del Faraone Nero adorava Nyarlathotep quando appariva con le sembianze del Faraone Nero. Leader della setta, in passato, erano persone con avi vissuti nell'antico Egitto, ma in epoca moderna la Fratellanza ha raccolto seguaci di tutte le nazionalità. Questo gruppo religioso aveva legami con la Chiesa della Saggezza Stellare, con il Culto della Lingua Insanguinata e con la Fratellanza della Bestia; includeva anche un gruppo di fedeli che si facevano chiamare Figli della Sfinge, specializzati nell'imbalsamazione delle teste di animali.

### I Fratelli del Segno Giallo
I Fratelli del Segno Giallo (o Culto del Segno Giallo) adoravano Hastur. Questo culto era guidato da un gruppo di esseri umani immortali provenienti dal regno di K'n-yan. Gli appartenenti al regno erano dotati di straordinari poteri psichici ed erano in possesso di una tecnologia nettamente più avanzata rispetto al resto dell'umanità.

### Il Culto del Teschio
Il Culto del Teschio adorava il dio Shub-Niggurath. I suoi adepti svolgevano le loro cerimonie nelle foreste vicino a Chesuncook (Maine). Si suppone che i loro riti prevedessero la discesa in una caverna sotterranea - raggiungibile attraverso una scala di seicento gradini - popolata da shoggoth affamati.

### Il Culto di Chorazos
Il Culto di Chorazos era una setta fedele al dio Yog-Sothoth. Fondato fra le montagne della Romania alla fine del XVI secolo, questo gruppo religioso si diffuse in Inghilterra e Scozia. Il Culto di Chorazos, vista la reputazione corrotta che lo circondava, finì rapidamente con lo sciogliersi.

### La Chiesa della Saggezza Stellare
La Chiesa della Saggezza Stellare, o Culto della Saggezza Stellare, era un gruppo religioso che venerava Nyarlathotep, e viene citata per la prima volta nel racconto di Lovecraft L'abitatore del buio (1935). Il culto venne fondato a Providence (Rhode Island) nel 1844 dal professor Enoch Bowen, un rinomato archeologo e occultista. I fedeli di questa Chiesa utilizzavano una sacra reliquia conosciuta come "Trapezoedro lucente" per evocare una creatura mostruosa che pretendeva sacrifici umani offrendo in cambio conoscenze illimitate dell'universo.
Le misteriose sparizioni di persone - utilizzate dai fedeli della Chiesa per i loro macabri riti - nella zona di Providence, attirò l'attenzione delle autorità locali. Tuttavia, sebbene questo culto fosse stato più volte pubblicamente denunciato dalle altre Chiese della zona, riuscì a svilupparsi fino a contare circa 200 membri. Causa forti dissapori con i cittadini e con il governo locale, la Chiesa della Saggezza Stellare venne ufficialmente bandita da Providence nel 1877: in seguito, 181 abitanti della città si trasferirono altrove senza precise motivazioni; si trattava probabilmente dei seguaci della Chiesa bandita.
I leader di questa setta possedevano una vasta biblioteca di testi arcani e occulti; gran parte di questi libri venne portata via dal dottor Dexter, quando la Chiesa venne bandita da Providence dopo l'atroce morte di Robert Blake. In seguito, la Chiesa della Saggezza Stellare fece la sua comparsa in altri luoghi, quali lo Yorkshire (Inghilterra), Chicago (Illinois) (dove era nota con il nome di Provvidenza Celestiale), Arkham (Massachusetts) e San Francisco (si pensa però che un incendio doloso abbia cancellato la presenza della setta nella città californiana). Ristretti gruppi di fedeli risiederebbero tuttora in Canada.

### Il Culto della Lingua Insanguinata
Il Culto della Lingua Insanguinata nacque in Kenya e i suoi seguaci adoravano Nyarlathotep. Questa setta era presente in diverse aree del mondo, ma il gruppo di fedeli che aveva sede in Africa era di gran lunga il più numeroso e potente.

### Ordine Esoterico di Dagon
L'Ordine Esoterico di Dagon era l'unico culto religioso presente nella cittadina di Innsmouth all'inizio del XX secolo. I suoi membri adoravano Padre Dagon, Madre Idra e, in minor misura, Cthulhu. Dagon e Idra erano intermediari verso le altre divinità, più che dèi essi stessi. I seguaci comunque sacrificavano per loro delle vite umane in cambio del rifornimento illimitato di oro e pesce.
L'Ordine Esoterico di Dagon cominciò a diffondersi a Innsmouth dopo che Obed Marsh, capitano di una flotta mercantile, ebbe fatto ritorno dai Mari del Sud nel 1838. Fu proprio durante i suoi viaggi, in particolare durante una tappa in Polinesia, che Marsh venne a conoscenza di questo culto e decise di esportarlo anche nelle sue terre d'origine.
L'Ordine prevedeva che i suoi membri si sottoponessero a tre giuramenti: non dovevano raccontare a nessuno della sua esistenza, dovevano essere fedeli ad esso per sempre e, infine, dovevano sposare un abitatore del profondo e crescere o dare vita alla sua progenie. Quest'ultimo aspetto rese l'ibridazione tra umani ed esseri mostruosi la norma a Innsmouth.
L'Ordine venne distrutto quando un discendente di Obed Marsh venne inviato dal Ministero del Tesoro statunitense a indagare sulla misteriosa cittadina, sospettata di essere sede di contrabbando di alcolici.